# Lidl-Trek (kobiecy)
Lidl-Trek (Kod UCI: LTK) – amerykańska profesjonalna kobieca grupa kolarska powstała w 2019.

## Nazwa grupy w poszczególnych latach
| lata      | nazwa          |
| --------- | -------------- |
| 2019–2023 | Trek-Segafredo |
| od 2023   | Lidl-Trek      |

## Obecny skład (2024)
| Skład drużyny 2024        | Skład drużyny 2024   | Skład drużyny 2024 | Skład drużyny 2024                   |
| Imię i nazwisko           | Data urodzenia       | Państwo            | Poprzednia grupa                     |
| ------------------------- | -------------------- | ------------------ | ------------------------------------ |
| Elynor Bäckstedt          | 6 grudnia 2001       | Wielka Brytania    | Storey Racing (2019)                 |
| Elisa Balsamo             | 27 lutego 1998       | Włochy             | Valcar-Travel & Service (2021)       |
| Lucinda Brand             | 2 lipca 1989         | Holandia           | Sunweb (2019)                        |
| Brodie Chapman            | 9 kwietnia 1991      | Australia          | FDJ-Suez-Futuroscope (2022)          |
| Clara Copponi             | 12 stycznia 1999     | Francja            | FDJ-Suez (2023)                      |
| Lizzie Deignan            | 18 grudnia 1988      | Wielka Brytania    | Boels Dolmans (2018)                 |
| Lauretta Hanson           | 29 października 1994 | Australia          | UnitedHealthcare Women's Team (2018) |
| Ava Holmgren              | 22 maja 2005         | Kanada             | Stimulus Orbea Racing Team (2023)    |
| Isabella Holmgren         | 22 maja 2005         | Kanada             | Stimulus Orbea Racing Team (2023)    |
| Lisa Klein                | 15 lipca 1996        | Niemcy             | Canyon-SRAM Racing (2022)            |
| Elisa Longo Borghini      | 10 grudnia 1991      | Włochy             | Wiggle High5 (2018)                  |
| Fleur Moors               | 11 października 2005 | Belgia             | Pauwels Sauzen-Bingoal (2023)        |
| Gaia Realini              | 19 czerwca 2001      | Włochy             | Isolmant-Premac-Vittoria (2022)      |
| Ilaria Sanguineti         | 15 kwietnia 1994     | Włochy             | Valcar-Travel & Service (2022)       |
| Isabel Sharp              | 29 czerwca 2005      | Wielka Brytania    |                                      |
| Amanda Spratt             | 17 września 1987     | Australia          | Team BikeExchange-Jayco (2022)       |
| Shirin van Anrooij        | 5 lutego 2002        | Holandia           |                                      |
| Ellen van Dijk            | 11 lutego 1987       | Holandia           | Sunweb (2018)                        |
| Felicity Wilson-Haffenden | 16 lipca 2005        | Australia          | Team BridgeLane (2023)               |
|                           |                      |                    |                                      |
| Źródło: ProCyclingStats   |                      |                    |                                      |